# Glaresis obscura
Glaresis obscura es una especie de coleóptero de la familia Glaresidae.

## Distribución geográfica
Habita en Namibia.